# Garden City (Missouri)
Garden City – miasto w Stanach Zjednoczonych, w stanie Missouri, w hrabstwie Cass.